# Полосатый горбыль
Полосатый горбыль (лат. Cynoscion striatus) — вид рыб из семейства горбылёвых (лат. Sciaenidae).

## Описание
Имеет удлинённое тело тёмно-серого цвета с серебристым брюхом. серый темно с животом серебристый.
Плавники и хвост имеют жёлтую окраску. Обычная длина от 45 до 60 см и вес от 1 до 1,5 килограммов.

## Ареал
Встречается у берегов Южной Америки, от Венесуэлы до Аргентины, имеющий наибольшее значение в промысле Уругвая и Аргентины в районе залива Ла-Плата, где иногда называется пескадилья (исп. pescadilla). Достигает длины 0,7 м, обычно в промысловых условиях 0,2—0,6 м.

## Образ жизни
Встречается в водах разной глубины и температуры. Питается ракообразными, креветками, мелкой рыбой.

## Хозяйственное значение
Хорошая столовая рыба, мясо в варёном виде белое, нежное и сочное. Реализуют в замороженном и копчёном виде.